# NK Čelik Zenica
El NK Čelik (serbio: НК Челик) es un club de fútbol bosnio de la ciudad de Zenica y fundado en 1945. El equipo disputa sus partidos como local en el Bilino Polje y juega en la Premijer Liga. El club es uno de los más importantes de Bosnia y los Balcanes, pues llegó a disputar 17 temporadas en la Primera Liga de Yugoslavia. El Čelik pasó a la historia por hacerse con los tres primeros campeonatos de la Primera Liga de Bosnia y Herzegovina disputados únicamente por clubs bosníacos.

## Historia
El palabra bosnia Čelik significa en castellano "acero" y proviene del turco çelik. El nombre simboliza la fuerza y poder del club y la ciudad, Zenica, es un importante centro industrial en los Balcanes.
El club fue fundado en 1945 y durante la antigua Yugoslavia el Čelik disputó 17 temporadas en la Primera Liga de Yugoslavia. El Čelik ganó la Copa Mitropa en dos ocasiones y una Copa Intertoto. Posteriormente, el Čelik pasó a la historia por ganar las tres primeras ediciones de la liga bosnia (1995, 1996 y 1997) tras la independencia del país. Sin embargo la situación del Čelik cambió drásticamente tras ganar los títulos de liga y sufrió una importante crisis económica e institucional tras recibir varias acusaciones de corrupción.
Club que explotó laboralmente al colombiano Phil Jackson Ibargüen.

## Palmarés

### Nacionales
Ligas Nacionales: 3
- Premijer Liga: 3

1994/1995, 1995/1996, 1996/1997
Copas Nacionales: 2
- Copa de Bosnia y Herzegovina: 2

1994/1995, 1995/96

### Amistosos
- Copa Mitropa: 2

1970/1971, 1971/1972

## Participación en competiciones europeas
| Temporada | Competición  | Ronda        | Club                | Cómputo global | Ida     | Vuelta         |
| --------- | ------------ | ------------ | ------------------- | -------------- | ------- | -------------- |
| 1971      | Copa Mitropa | 1/8          | Calcio Catania      | 3-1            | 3-0 (C) | 0-1 (F)        |
|           |              | 1/4          | Diósgyőri VTK       | 4-2            | 0-1 (F) | 4-1 (C)        |
|           |              | 1/2          | MTK Budapest        | 2-1            | 1-0 (C) | 1-1 (F)        |
|           |              | F            | SV Austria Salzburg | 3-1            | 3-1     | < Gorizia (It) |
| 1972      | Copa Mitropa | Grupo A      | Honvéd Budapest     | 3-3            | 0-3 (F) | 3-0 (C)        |
|           |              | Grupo A (1e) | Sparta Praga        | 4-0            | 2-0 (C) | 2-0 (F)        |
|           |              | F            | ACF Fiorentina      | 1-0            | 0-0 (F) | 1-0 (C)        |
| 1973      | Copa Mitropa | Grupo A      | TJ Zbrojovka Brno   | 4-2            | 2-1 (F) | 2-1 (C)        |
|           |              | Grupo A (1e) | Linzer ASK          | 5-1            | 2-0 (C) | 3-1 (F)        |
|           |              | F            | Tatabányai Bányász  | 2-4            | 1-2 (C) | 1-2 (F)        |
| 1980      | Copa Mitropa | Grupo        | Udinese Calcio      | 2-3            | 0-0 (F) | 2-3 (C)        |
|           |              | Grupo        | TJ Rudá Hvězda Cheb | 4-3            | 3-1 (C) | 1-2 (F)        |
|           |              | Grupo (2e)   | Debreceni VSC       | 2-0            | 2-0 (C) | 0-0 (F)        |
| 2001      | Intertoto    | 1R           | Denizlispor         | 6-3            | 1-0 (C) | 5-3 (F)        |
|           |              | 2R           | AA Gent             | 1-2            | 1-0 (C) | 0-2 (F)        |
| 2008      | Intertoto    | 1R           | FK Grbalj           | 4-4 u          | 3-2 (C) | 1-2 (F)        |